# Hotel Bremer Straße 20
Das Hotel Bremer Straße 20, Ecke Am Turnierplatz, in Diepholz-Sankt Hülfe stammt aus dem 19. Jahrhundert. Aktuell (2023) wird es als Hotel und Restaurant genutzt.
Das Gebäude steht unter Denkmalschutz (siehe auch Liste der Baudenkmale in Diepholz).

## Geschichte
Das eingeschossige traufständige Vierständer-Hallenhaus in Fachwerk mit verputzten Ziegelausfachungen sowie mit Satteldach mit niedersächsischen Pferdeköpfen stammt von 1819 (Inschrift über der Tür). Es hatte eine wechselhafte Nutzung als landwirtschaftliches Wohn- und Wirtschaftsgebäude und wurde zu einem Hotel und Restaurant sowie Biergarten unter altem Baumbestand umgebaut.
Das Landesdenkmalamt befand: „… geschichtliche Bedeutung … durch beispielhafte Ausprägung eines Vierständer-Hallenhauses …“